# Slammiversary
Slammiversary er et pay-per-view-show inden for wrestling produceret af Total Nonstop Action Wrestling (TNA). Det er ét af organisationens månedlige shows og er blevet afholdt i juni siden 2005. Det betragtes af mange som ét af TNA's vigtigste shows – sammen med Lockdown og Bound for Glory. Showets navn henviser til, at man ønsker at fejre TNA, der blev startet i juni 2002. Slammiversary var i starten kendt for sin King of the Mountain match. 

## Resultater

### 2010
Slammiversary VIII fandt sted d. 13. juni 2010 fra TNA Impact! Zone i Orlando, Florida. Det var den sjette udgave af showet, og man fejrede TNA's otte-års jubilæum. 
- Kurt Angle besejrede Kazarian
- TNA X Division Championship: Douglas Williams besejrede Brian Kendric
- TNA Women's Knockout Championship: Madison Rayne besejrede Roxxi i en title vs. career match
- Jesse Neal besejrede Brother Ray
- Matt Morgan besejrede Hernandez via diskvalifikation
- Abyss besejrede Desmond Wolfe (med Chelsea) i en Monster's Ball match
- Jay Lethal besejrede A.J. Styles (med Ric Flair)
- The Enigmatic Assholes (Jeff Hardy og Mr. Anderson) besejrede Beer Money, Inc. (James Storm og Robert Roode)
- TNA World Heavyweight Championship: Rob Van Dam besejrede Sting

### 2011
Slammiversary IX fandt sted d. 12. juni 2011 fra TNA Impact! Zone i Orlando, Florida. Det var den syvende udgave af showet, og TNA fejrede sit ni-års jubilæum. 
- TNA World Tag Team Championship: Gun Money (James Storm og Alex Shelley) besejrede The British Invasion (Douglas Williams og Magnus)
- Matt Morgan besejrede Scott Steiner
- TNA X Division Championship: Abyss besejrede Kazarian og Brian Kendrick i en three-way match
- Crimson besejrede Samoa Joe
- TNA Women's Knockout Championship: Mickie James besejrede Angelina Love (med Winter)
- Bully Ray besejrede A.J. Styles i en last man standing match
- TNA World Heavyweight Championship: Mr. Anderson besejrede Sting
  - Mr. Anderson vandt VM-titlen for anden gang.
- Kurt Angle besejrede Jeff Jarrett
  - Kurt Angle blev dermed topudfordrer til VM-titlen.

### 2012
Slammiversary 2012 fandt sted d. 10. juni 2012 fra TNA Impact! Zone i Orlando, Florida. Det var den ottende udgave af showet, og TNA fejrede sit 10-års jubilæum. Ved showet blev det offentliggjort, at Sting ville blive det første medlem af TNA Hall of Fame nogensinde.
- TNA X Division Championship: Austin Aries besejrede Samoa Joe
- Hernandez besejrede Kid Kash
- Devon og Garett Bischoff besejrede Robbie E og Robbie T
- Mr. Anderson besejrede Rob Van Dam og Jeff Hardy i en three-way match
- James Storm besejrede Crimson
- TNA Women's Knockout Championship: Miss Tessmacher besejrede Gail Kim
- Joseph Park besejrede Bully Ray i en hardcore match
- TNA World Tag Team Championship: A.J. Styles og Kurt Angle besejrede Christopher Daniels og Kazarian
- TNA World Heavyweight Championship: Bobby Roode besejrede Sting